# Torres (Río Grande del Sur)
Torres  es un municipio brasileño que se encuentra en la microrregión de Osório, en el estado de Rio Grande do Sul. Se encuentra a 197 km de Porto Alegre y a 280 km de Florianópolis. 
Limita al sur con los municipios de Dom Pedro de Alcântara y Arroio do Sal, al norte con el estado de Santa Catarina, al oeste con Mampituba y al este con el Océano Atlántico. La ciudad tiene una población aproximada de 40.000 habitantes, de los cuales 10 000 personas viven en zonas rurales y en verano, la cifra llega a los 300.000 habitantes.
Tiene una densidad de 147,75 hab/km².
Se llega a ella a través de las carretera BR-101 y la ruta turística RS-389 (más conocida como Estrada do Mar), en la cual no pueden circular camiones ni ómnibus.

## Historia

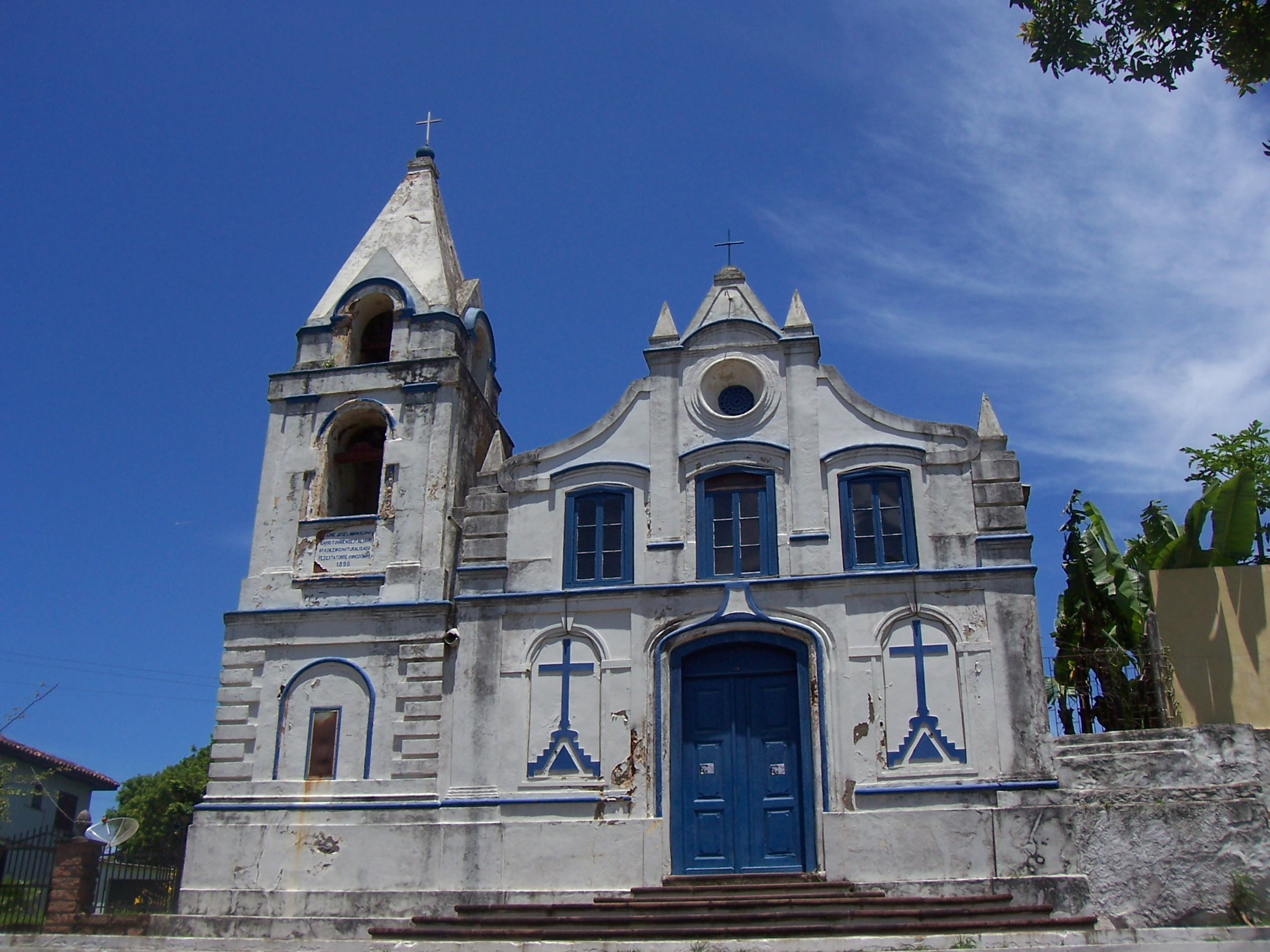
La Iglesia São Domingos, ubicada en uno de los cerros de Torres.

Los primeros habitantes que habitaban en la región sur (Santa Catarina, Rio Grande do Sul, norte de Uruguay y noreste de la Argentina), antes de la llegada de los portugueses eran los indios carijós, minuanos y arachanes.
Entre los años 1600 y 1640, se estiman que vivían, en el sur del país, cerca de quinientos mil indios, que poco a poco fueron desapareciendo por causa de enfermedades, esclavitud y las constantes batallas.
A través de la documentación existente de los indígenas del litoral, se puede saber que los carijós eran dóciles e interesados. Por ese motivo hubo un gran comercio entre paulista que venían al sur en busca de esclavos, y los caciques. Entre los indios, los negociadores que más famosos fueron son el cacique Tubarão que dio origen a la ciudad de Tubarão y el cacique Maracanã.
Poco después, la región fue quedando despoblada de indios. Se sabe, que por el año 1700, cuando los pescadores llegaron al litoral, casi no encontraron indios.
El municipio de Torres debe su nombre a la existencia de tres grandes cerros que se encuentran a la orilla del mar:
- Torre Norte - Morro do Farol (Cerro del Faro)
- Torre Centro - Morro das Furnas
- Torre Sul - Junto a la Playa de la Guarita

Torres es una de las ciudades más antiguas del Estado. Era utilizado por los indios carijós de Santa Catarina y arachanes de Rio Grande do Sul, que en su comercio de cambios usaban una picada, bordeando los bañados del interior de las Torres, desde la Playa Grande hasta la de Itapeva.

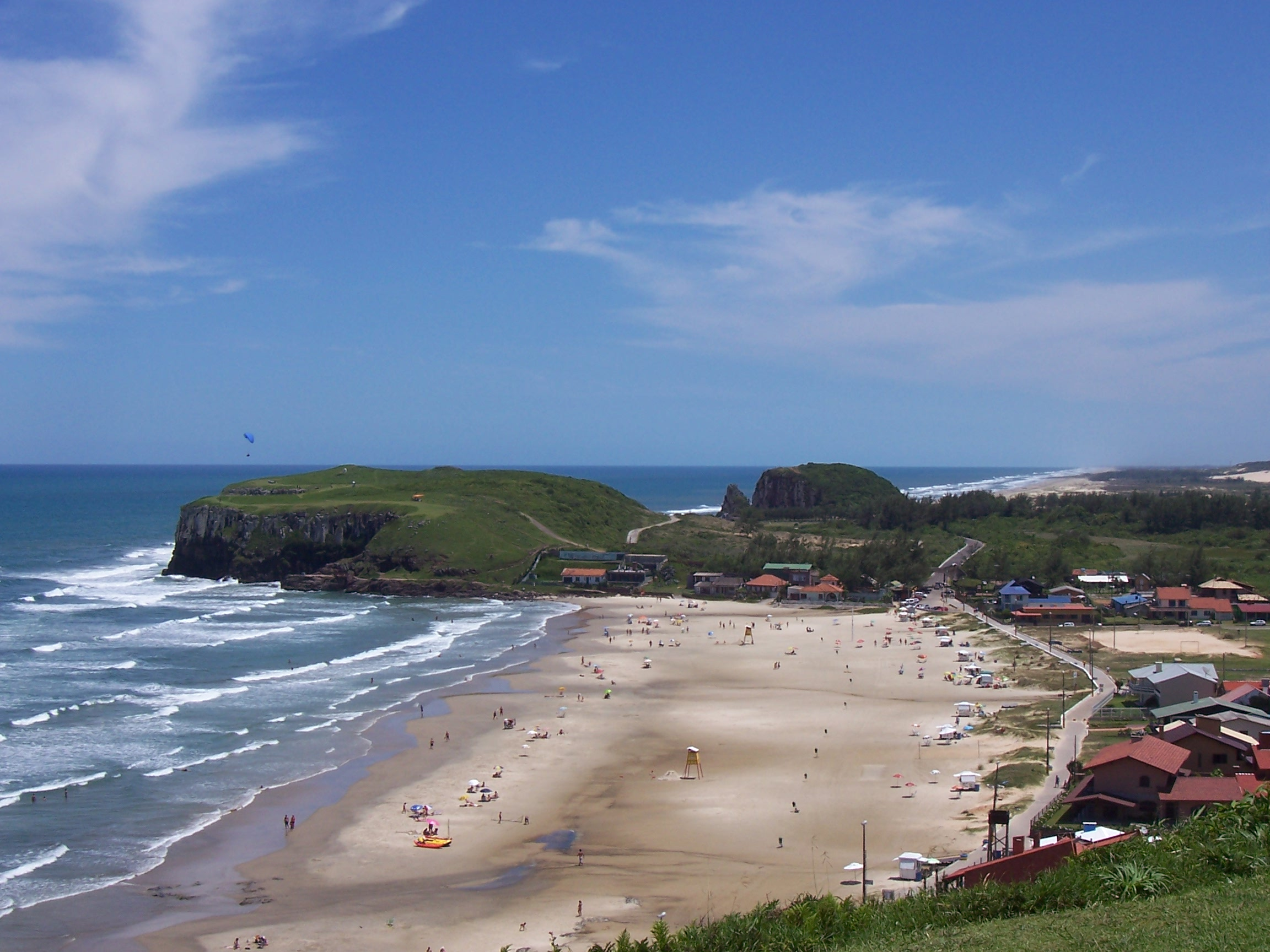
La Praia do Cal y el Morro das Furnas (al fondo).

El primer portugués adelantado en llegar a Torres fue Pedro Lopes de Souza, por el año 1531, que desembarco en el Boipetiba, actual río Mampituba, que registro a los indígenas del lugar. La región de Torres era inicialmente habitada por indígenas carijós que vivían de la caza, la pesca, como también, la agricultura. En el año 1500, estos trillos, abiertos en medio de los matorrales comenzaron a ser usados también por los paulistas, compradores de indios que se los llevaban a San Pablo como esclavos.
Una vez desaparecidos los indios, se mantuvieron los caminos. Era el principal camino entre los núcleos avanzados de población portuguesa, la Colonia del Sacramento (1679) y el presido de Río Grande (1737).
Así Torres asumió una importante función de controlar el paso, en la cual fue instalado un puesto fiscal que luego se transformó en la Guarita Militar de Itapeva y Torres (entre 1774 y 1776). Colonos y campesinos, venidos del Destierro (actual Florianópolis) y de Laguna, SC, comenzaron a instalarse en la región.
El título de fundador de Torres se lo debe a Alférez Manoel Ferreira Porto, militar que vino para Torres a tomar posesión de la guarda militar que allí existía.
En 1809, Don Diego de Souza, 1.er Capitán-Mor de la Capitanía de RS, mandó a reforzar la Guarnición de Torres y autorizó la construcción de Santo Domingo de las Torres, además de un presidio militar. Los trabajos fueron realizados por prisioneros.
Según el escritor Ruy Ruben Ruschel, la actual localización se debe al sargento Manoel Ferreira Porto, Comandante de la Guarnición, que en 1815 obtuvo la autorización del obispo Don João Caetano Coutinho para construir la primera capilla en el lugar. Los colonos querían que se la construya en el Morro da Itapeva, pero él decidió construirla junto al Puesto de Guardia, actual Morro do Farol.
En 1826, 383 inmigrantes alemanes llegaron a Torres, enviados por el Vizconde de San Leopoldo, con el fin de crear nuevos núcleos coloniales.

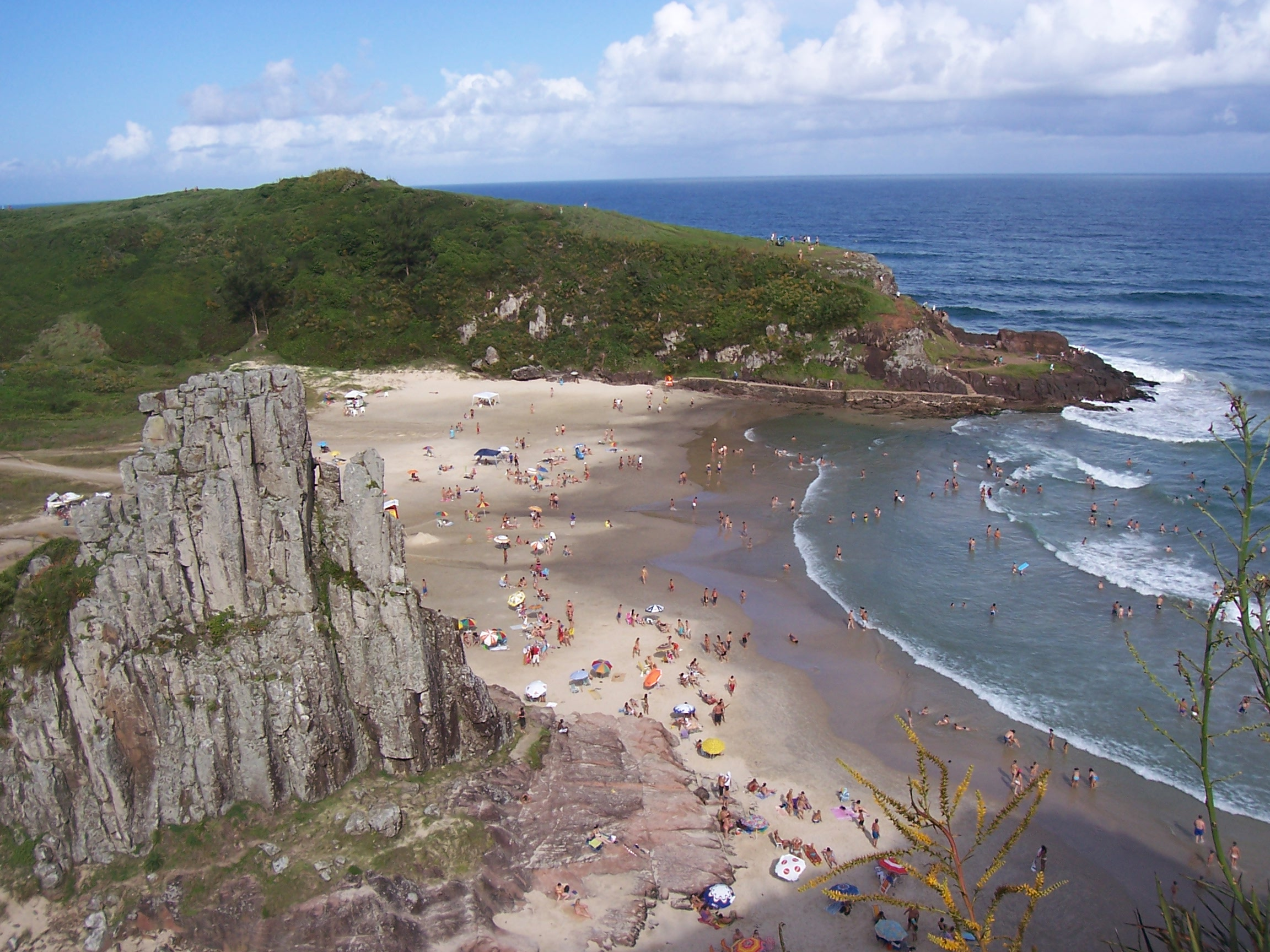
La Praia da Guarita, una de las más conocidas en la región.

Fueron separados, por el comandante de la fortaleza, Coronel Francisco de Paula Soares, por las religiones que profesaban. Los protestantes fueron instalados, con su médico y pastor, a ocho leguas del poblado, formando la Colônia de Três Forquilhas, donde plantaron caña de azúcar, bananas, tabaco, arroz, mandioca, café y algodón.
Los católicos, fueron instalados, inicialmente, en la entrada del Mampituba y después junto al río Verde y, finalmente entre las lagunas del Morro de Forno (Cerro del Horno) y Jacaré, construyendo la Colônia de São Pedro de Alcântara. En ese período Pedro I de Portugal entra solemnemente en Torres, siendo saludado por los cientos de habitantes y por tiros de cañón disparados desde el fuerte del presidio.
Por el año 1830, familias de origen italiano, venidas de Caxias do Sul, se establecieron en el actual distrito de Morro Azul (Cerro Azul). Para ese entonces ya eran 1200 los habitantes que poblaban Torres.
Comenzada la Revolución Farroupilha, en 1835, en el año siguiente el 9 de abril de 1836, Torres sintió las dificultades de la guerra civil.
En esa fecha, el Capitán Legalista Francisco Pinto Bandeira sorprendió una guarnición Farroupilha que ocupaba la Villa, aprisionando y tomando el armamento y munición.
Al año siguiente, por ley del 20 de diciembre de 1837, fue creado São Domingos das Torres (Santo Domingo de las Torres), vigésima octava de la provincia.
Su desenvolvimiento le permitió ser también elevada a categoría de Villa y Municipio, que ocurrió el día 21 de mayo de 1878, por Ley Provincial n.° 1.153, dándose instalación el día 22 de febrero de 1879.

## Clima
El clima del Municipio de Torres es templado, en ocasiones seco, con veranos calientes (llegando hasta los 35 °C) e inviernos que marcan generalmente la máxima del Estado. El calor es suavizado por una leve brisa refrescante que viene del mar. Posee una temperatura media anual de 19 °C.

## Economía

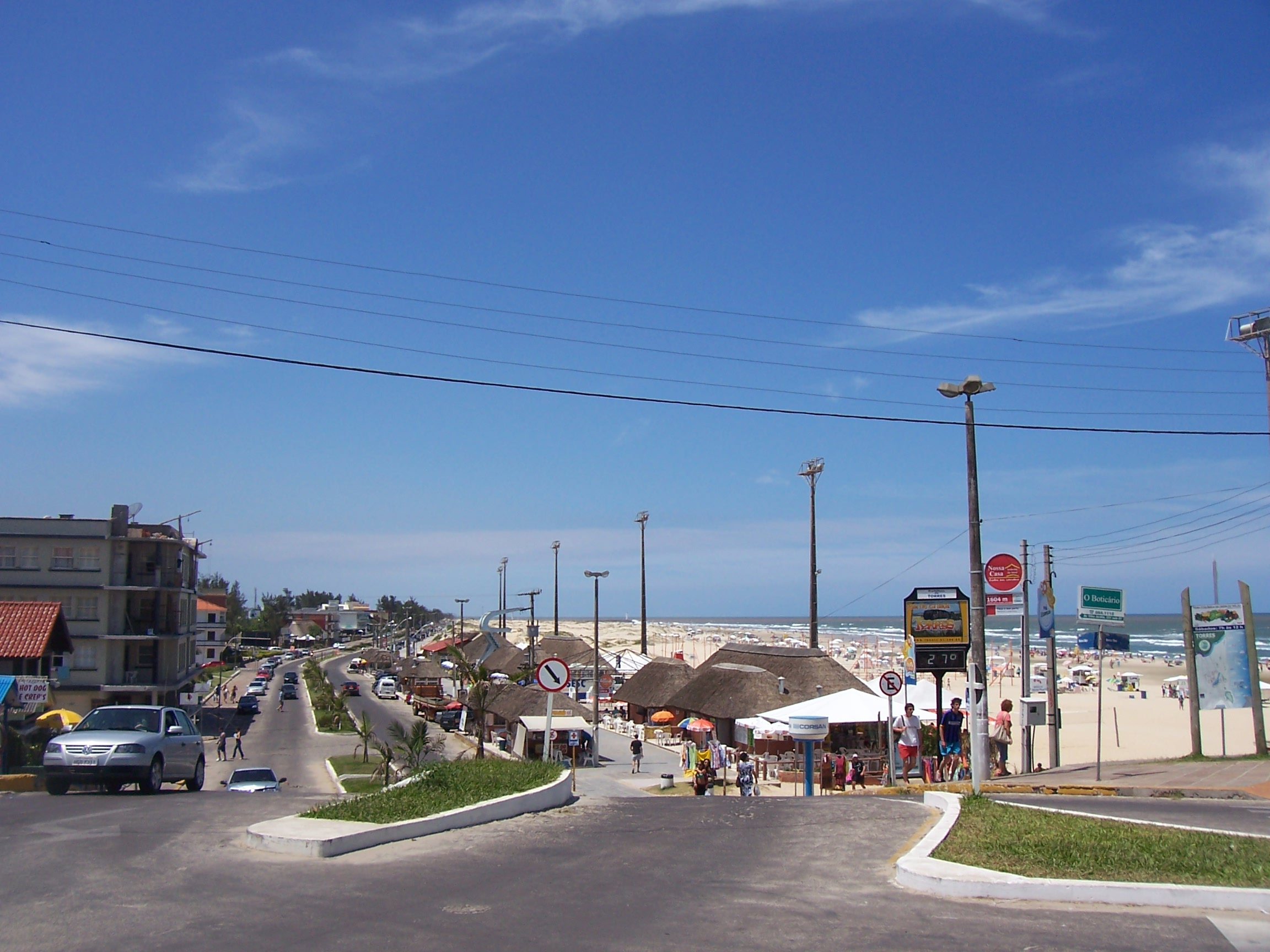
Vista de la avenida Beiramar y praia grande.

Torres tiene una de las más valiosas fuerzas económicas del área nordeste del Estado de Rio Grande do Sul, en donde prospera el comercio, la industria, la construcción civil, la actividad artesanal y, por supuesto, el turismo.
- Agricultura: Su agricultura es rica y amplia, produciendo arroz, porotos, maíz, bananas, tabaco, caña de azúcar y mandioca. También viene creciendo la producción de tomate, morrones, repollo y zanahorias.

- Turismo: Torres, por sus bellezas naturales, su clima delicioso, sus playas blancas, atrae a millares de personas de todas partes del Brasil y también de los países vecinos.

- Industria: El sector secundario no posee una actuación completa a causa de la casi inexistencia de industrias en la ciudad. En el municipio la industria está constituida por los ingenios azucareros, destiladoras de aguardientes, aserradores, aceiteras, silos de arroz, y secaderos de tabaco y fabrica de muebles.

- Comercio: Las actividades comerciales son bien desenvueltas principalmente en los meses de veraneo en donde funcionan muchos negocios.

## Cultura
Religión: En el municipio, además de otras existentes, la religión católica es la predominante.
Gastronomía: La gastronomía local esta marcada por los platos de frutos del mar.

## Turismo ecológico
Los paseos en barco, que visitan la Ilha dos Lobos (Islas de los Lobos) y el río Mampítuba, hasta trillos marcados entre árboles, el turismo ecológico proporciona un agradable contacto con las bellezas de la naturaleza de Torres.

## Globos aerostáticos
Los globos areostáticos son un deporte en crecimiento en todo el mundo. En Europa, América del Norte y Asia existen millares de aficionados a este deporte, con varias competiciones de importancia. En el Brasil, a pesar del primer vuelo en globo a aire caliente ocurrió en 1979, recién en los últimos años el deporte empezó a crecer.
Existen cuatro clubes de globos en San Pablo, uno en Río de Janeiro y otro en Belo Horizonte. En Rio Grande do Sul, existió un club de globos entre 1989 y 1991, pero fue cerrado por falta de apoyo y patrocinio.
A partir de 1989 pasó a realizarse en Torres el Festival de Balonismo (Festival de Globos), que en 1995, en su séptima edición, obtuvo el título de «Capital Brasileña de los Globos». Durante los cuatro días del evento son realizados diversas pruebas, en las cuales el que maneja el globo son puestos a prueba, con respecto a sus habilidades.
En el año 1995, los globos dieron un show en la Playa Grande con un Night Glow (Show Nocturno). Ocho globos, todos iluminados, sobrevolaron la playa dos noches seguidas, emocionando al público de aproximadamente 20.000 personas.

## Ciudades hermanas
- Paraná, Argentina

## Enlaces
- Wikiviajes alberga guías de viajes de o sobre Torres (Río Grande del Sur).
- Wikimedia Commons alberga una categoría multimedia sobre Torres.

- Datos: Q952674
- Multimedia: Torres (Rio Grande do Sul) / Q952674
- Guía turística: Torres